# Трамп-тауэр Москва
«Трамп-тауэр Москва» (англ. Trump Tower Moscow), также «Московский проект» (англ. Moscow Project) — нереализованный проект корпорации Trump Organization, принадлежащей 45-му и 47-му президенту США Дональду Трампу, о строительстве на территории Москва-Сити небоскрёба в 100 этажей, который мог стать самым высоким зданием в Европе.
В настоящее время проект является частью расследования Генерального прокурора Соединённых Штатов Роберта Мюллера в деле о предполагаемом вмешательстве России в выборы президента США 2016 года. Дональд Трамп и его представители настаивают на том, что были мало осведомлены об этом деле, и называют проект «примерным планом», продвигаемым бывшим адвокатом Трампа Майклом Коэном и его помощником Феликсом Сатером. Действующий адвокат Трампа Рудольф Джулиани заявил, что «предложение о строительстве находилось на самой ранней стадии» и, как было сказано в интервью изданию The New Yorker, «никаких планов никогда не было. Проектов не было. В досье ничего нет». Однако опубликованные в статье издания BuzzFeed News документы говорят об обратном.

## Предыстория
Дональд Трамп впервые заинтересовался проектом строительства небоскрёба своей корпорации в Москве во время своего визита туда в 1987 году. Первоначально разработка проекта планировалась в рамках совместного предприятия с туристическим агентством Советского Союза Goscom Intourist. После распада Советского Союза интерес Дональда Трампа к московской башне не угас. В 2005 году The Trump Organization подписала годовой контракт на проект строительства в Москве с фирмой недвижимости Bayrock Group. Одним из руководителей фирмы был Феликс Сатер, российский бизнесмен со связями в мафии. Сатер подобрал место под строительство небоскрёба Трампа., который находился в Московском международном деловом центре недалеко от Москвы-реки, «бывшем промышленном районе за пределами центра города, который с тех пор был преобразован в амбициозный коммерческий квартал, где находится несколько самых высоких небоскрёбов в Европе».
Эта затея провалилась, но Сатер продолжал поддерживать отношения с Дональдом Трампом. После проведения конкурса «Мисс Вселенная» в России в 2013 году Дональд Трамп написал в Твиттере «TRUMP TOWER-MOSCOW — следующий».

## Проект
В 2015 году «Московский проект» вышел на новый этап реализации. Небоскреб обозначался как прибыльное предприятие. К сентябрю того же года нью-йоркский архитектор представил первые эскизы будущего здания: стеклянный обелиск в 100 этажей с логотипом корпорации Трампа на последних ярусах (на илл.) с нескольких сторон.
«Проект здания, который вы прислали, очень интересен. Башня станет самым роскошным зданием и архитектурным триумфом. Я считаю, что самое высокое здание в Европе должно быть в Москве, и я готов его построить», — писал Коэну в сентябре 2015 года российский девелопер Андрей Розов. Строительные работы должен был взять на себя Розов, а американская сторона — предоставить растиражированный бренд Trump. Кроме того, подконтрольные Дональду Трампу структуры намеревались управлять инфраструктурой здания, в том числе ресторанами и барами.
Согласно подписанному Дональдом Трампом 28 октября 2015 года письму о проекте, «в здании будет приблизительно 250 первоклассных, роскошных жилых кондоминиумов». В здании должен был находится отель, который занимал бы около 15 этажей и имел не менее 150 номеров; там же были бы оснащены помещения под офисы, парковку и спа- и фитнес-центры, которые носили бы название «Спа от Иванки Трамп»(англ. The Spa by Ivanka Trump).
Из предполагаемых жилых помещений самым дорогим являлся бы пентхаус, чья стоимость равнялась бы приблизительно $50 млн. Данное жилье планировалось быть подаренным действующему президенту РФ Владимиру Путину. Ссылаясь на анонимные источники в правоохранительных органах США, издание BuzzFeed News пишет, что Коэн обсуждал планы строительства с представителем пресс-секретаря российского президента Дмитрия Пескова.
«Моя идея заключалась в том, чтобы подарить Путину пентхаус за $50 млн, а потом продавать остальные апартаменты за $250 млн», — сказал Феликс Сатер в ноябре BuzzFeed News. «Все олигархи выстроились бы в очередь, чтобы жить в одном здании с Путиным». Позже, по словам Сатера, идея была отклонена в июне 2016 года, когда появились сообщения о том, что русские атаковали Национальный комитет Демократической партии США, тем самым сделав так, что деловые связи с Россией вредили имиджу политика.

### Финансовые договоренности
План включал в себя подробные финансовые договоренности. Согласно подписанному Трампом письму о намерениях Розову, компания Трампа должна была получить авансовый платёж в размере $4 млн, затем четвёртую часть, когда лицензионное соглашение будет исполнено, еще одну четверть, когда будет выделено место под строительство башни, и половину либо за неделю до начала реализации проекта, либо через два года после исполнения лицензионного соглашения — смотря, что раньше наступит.
Также The Trump Organization должна была получать процент от продаж кондоминиумов в башне, говорится в соглашении. Планировалось, что его компания будет получать 5% с продаж до $100 млн, 4% от $100 до $250 млн, 3% от $250 и $500 млн, 2% от $500 млн до $1 млрд и после этой цифры 1%. Что касается коммерческих и офисных помещений, компания Трампа должна была получать 3% от арендной платы. Кроме того, ещё 3% от продаж продуктов питания и напитков, доходов от спа- и фитнес-центров и конференц-сборов.
Также оговаривалось, сколько управляющая компания Трампа будет получать за обслуживание здания в Москве в течение 25 лет. Планировалось, что первые пять лет она будет иметь 3% от всех доходов, получаемых от эксплуатации отеля в месяц. В течение следующих двух десятилетий — 4%. Кроме того, управляющая компания также получала бы ежемесячную «поощрительную плату», дополнительные 20% от валовой операционной прибыли отеля при условии проведения ежегодных переговоров.
Компания Трампа не стала комментировать эти сведения, также как и Джулиани, Розов, Иванка Трамп и Белый дом. Представитель советника Трампа также отказался от комментариев.

## Президентские выборы США 2016 года
Дональд Трамп начал свою президентскую кампанию в июне 2015 года. Несколько источников сообщили, что Трамп подписал письмо о намерениях развивать проект здания, условно названного Trump World Tower Moscow, в октябре 2015 года. В ходе первичных и всеобщих избирательных кампаний он последовательно хвалил президента России Владимира Путина, неоднократно публично заявляя, что не имеет деловых отношений с Россией. Однако в ноябре 2018 года Трамп заявил журналистам, что «мы думали о строительстве здания» в Москве, добавив, что «все знали об этом» и «в этом не было бы ничего плохого».
По словам бывшего адвоката Дональда Трампа Майкла Коэна, интерес Дональда Трампа к возможному московскому проекту продолжался в течение большей части основной кампании, закончившейся в июне 2016 года. Адвокат президента Руди Джулиани позже сказал, что башня оставалась «активным предложением» на протяжении всей кампании, и что Дональд Трамп вспомнил, что обсуждал её с Коэном, возможно, в октябре или ноябре 2016 года. Он процитировал слова Дональда Трампа, что дискуссии «продолжаются со дня, когда я объявил об участии в выборах, до дня, когда я выиграл».
В апреле комитет по разведке палаты представителей Конгресса рассекретил доклад о сотрудничестве Трампа с Россией во время президентских выборов в США в 2016 году. Согласно документу, нет доказательств того, что деловые отношения республиканца до начала кампании стали основой для связей с Москвой во время самой президентской гонки.

## В настоящее время
В ноябре 2018 Майкл Коэн признал себя виновным во лжи в показаниях Конгрессу о «Трамп-тауэр Москва» в ходе судебного преследования, возбуждённого канцелярией специального адвоката. Он рассказал, что в 2017 году солгал специальному сенатскому комитету по вопросам разведки о связях Трампа с Россией во время президентской кампании. В частности, речь шла о его намерениях построить Трамп-тауэр в Москве. Тогда Коэн сказал комитету Сената, что проект был закрыт в январе 2016 года, потому что они не смогли получить необходимые разрешения. Однако 29 ноября 2018 года Коэн признал в судебном разбирательстве, что эти заявления не соответствуют действительности, и что он рассматривал возможность постройки башни в Москве до июня 2016 года. По его словам, в ходе этих переговоров он говорил напрямую с представителем кремлёвской пресс-службы. Он сказал, что сам подумывал о том, чтобы поехать в Москву, хотя так этого и не сделал, и поднимал вопрос о возможности Дональда Трампа лично посетить Москву во время общей избирательной кампании, чтобы заключить сделку. Он добавил, что лично информировал Трампа о проекте несколько раз, а также его членов семьи. Коэн также признал в суде, что он лгал Сенату в сентябре 2017 года, «чтобы соответствовать политическим заявлениям Трампа».
В январе 2019 года Рудольф Джулиани заявил, что никогда не говорил о непричастности соратников президента США к связям с Россией; по словам юриста, он утверждал, что к этому непричастен сам Трамп. Позже в интервью изданию The New Yorker адвокат сказал, что проект находился на ранней стадии развития. До этого сообщалось, что Федеральное бюро расследований начало проверку в отношении президента США.

## Письмо о намерениях
В декабре 2018 года адвокат Дональда Трампа Руди Джулиани сказал: «Это был проект недвижимости. Было письмо о намерениях идти вперёд, но никто не подписывал его». 19 декабря CNN представила копию письма о намерениях, подписанного, по-видимому, Трампом и Андреем Розовым, владельцем инвестиционной компании IC Expert, предполагаемый российский партнёр по развитию проекта. Джулиани тогда назвал письмо о намерениях «бессмысленным», потому что оно «ничего не дало». Он также отрицал, что говорил, будто письмо не подписывалось.